# Olympische Winterspiele 1994/Teilnehmer (Spanien)
| Gelbes Symbol für Goldmedaillen mit stilisierten Olympischen Ringen | Graues Symbol für Silbermedaillen mit stilisierten Olympischen Ringen | Braundes Symbol für Bronzemedaillen mit stilisierten Olympischen Ringen |
| ------------------------------------------------------------------- | --------------------------------------------------------------------- | ----------------------------------------------------------------------- |
| —                                                                   | —                                                                     | —                                                                       |

Spanien nahm an den Olympischen Winterspielen 1994 im norwegischen Lillehammer mit 13 Athleten teil.
Fahnenträger bei der Eröffnungsfeier war die Skifahrerin Ainhoa Ibarra.

## Teilnehmer nach Sportarten

### Eiskunstlauf
| Athleten      | Wettbewerbe | Pflichttanz 1 | Pflichttanz 1 | Pflichttanz 2 | Pflichttanz 2 | Originaltanz | Originaltanz | Kurzprogramm | Kurzprogramm | Kür/Kürtanz | Kür/Kürtanz | Gesamt    | Gesamt |
| Athleten      | Wettbewerbe | Bewertung     | Rang          | Bewertung     | Rang          | Bewertung    | Rang         | Bewertung    | Rang         | Bewertung   | Rang        | Bewertung | Rang   |
| ------------- | ----------- | ------------- | ------------- | ------------- | ------------- | ------------ | ------------ | ------------ | ------------ | ----------- | ----------- | --------- | ------ |
| Frauen        |             |               |               |               |               |              |              |              |              |             |             |           |        |
| Marta Andrade | Einzel      | —             | —             | —             | —             | —            | —            | 10,5         | 21           | 21,0        | 21          | 31,5      | 20     |

### Freestyle-Skiing
| Athleten          | Wettbewerbe | Qualifikation | Qualifikation | Finale        | Finale        | Rang |
| Athleten          | Wettbewerbe | Punkte        | Rang          | Punkte        | Rang          | Rang |
| ----------------- | ----------- | ------------- | ------------- | ------------- | ------------- | ---- |
| Frauen            |             |               |               |               |               |      |
| Patricia Portillo | Buckelpiste | 9,15          | 24            | ausgeschieden | ausgeschieden | 24   |
| Männer            |             |               |               |               |               |      |
| José Rojas        | Buckelpiste | 22,49         | 24            | ausgeschieden | ausgeschieden | 24   |

### Ski Alpin
| Athleten               | Wettbewerbe        | 1. Lauf     | 1. Lauf | 2. Lauf     | 2. Lauf | Gesamt      | Gesamt |
| Athleten               | Wettbewerbe        | Zeit        | Rang    | Zeit        | Rang    | Zeit        | Rang   |
| ---------------------- | ------------------ | ----------- | ------- | ----------- | ------- | ----------- | ------ |
| Frauen                 |                    |             |         |             |         |             |        |
| Mónica Bosch           | Riesenslalom       | 1:25,62 min | 31      | 1:15,61 min | 22      | 2:41,23 min | 22     |
| Mónica Bosch           | Slalom             | 1:03,79 min | 30      | 1:02,32 min | 23      | 2:06,11 min | 23     |
| Ainhoa Ibarra          | Riesenslalom       | 1:23,36 min | 21      | 1:13,31 min | 13      | 2:36,67 min | 17     |
| Ainhoa Ibarra          | Slalom             | DNF         | DNF     | DNF         | DNF     | DNF         | DNF    |
| Ainhoa Ibarra          | Super-G            | —           | —       | —           | —       | 1:24,50 min | 27     |
| María José Rienda      | Riesenslalom       | 1:24,62 min | 29      | 1:14,83 min | 21      | 2:39,45 min | 21     |
| María José Rienda      | Slalom             | DNF         | DNF     | DNF         | DNF     | DNF         | DNF    |
| María José Rienda      | Super-G            | —           | —       | —           | —       | 1:24,65 min | 29     |
| Männer                 |                    |             |         |             |         |             |        |
| Luis Alberto Cristóbal | Riesenslalom       | 1:33,34 min | 35      | DNF         | DNF     | DNF         | DNF    |
| Luis Alberto Cristóbal | Super-G            | —           | —       | —           | —       | 1:37,31 min | 36     |
| Ovidio García          | Alpine Kombination | 1:46,48 min | 54      | DSQ         | DSQ     | DSQ         | DSQ    |
| Ovidio García          | Slalom             | DNF         | DNF     | DNF         | DNF     | DNF         | DNF    |
| Vicente Tomás          | Alpine Kombination | 1:44,32 min | 49      | 1:47,29 min | 26      | 3:31,61 min | 28     |
| Vicente Tomás          | Slalom             | 1:06,71 min | 28      | 1:06,73 min | 21      | 2:13,44 min | 20     |
| Vicente Tomás          | Super-G            | —           | —       | —           | —       | 1:38,02 min | 39     |
| Xavier Ubeira          | Alpine Kombination | 1:42,78 min | 45      | 1:44,14 min | 20      | 3:26,92 min | 25     |
| Xavier Ubeira          | Riesenslalom       | 1:32,07 min | 31      | 1:27,28 min | 28      | 2:59,35 min | 28     |
| Xavier Ubeira          | Slalom             | DNF         | DNF     | DNF         | DNF     | DNF         | DNF    |
| Xavier Ubeira          | Super-G            | —           | —       | —           | —       | 1:37,60 min | 38     |

### Skilanglauf
| Athleten             | Wettbewerbe      | Zeit        | Rang |
| -------------------- | ---------------- | ----------- | ---- |
| Männer               |                  |             |      |
| Juan Jesús Gutiérrez | 10 km klassisch  | 27:06,0 min | 47   |
| Juan Jesús Gutiérrez | 15 km Verfolgung | 41:00,0 min | 28   |
| Juan Jesús Gutiérrez | 30 km Freistil   | 1:19:47,3 h | 30   |
| Juan Jesús Gutiérrez | 50 km klassisch  | 2:14:22,5 h | 19   |
| Jordi Ribó           | 10 km klassisch  | 27:21,2 min | 57   |
| Jordi Ribó           | 15 km Verfolgung | 42:47,6 min | 47   |
| Jordi Ribó           | 30 km Freistil   | 1:19:33,8 h | 29   |
| Jordi Ribó           | 50 km klassisch  | 2:19:21,9 h | 34   |
| Carlos Vicente       | 10 km klassisch  | 27:01,4 min | 44   |
| Carlos Vicente       | 15 km Verfolgung | 41:13,3 min | 32   |
| Carlos Vicente       | 50 km klassisch  | 2:21:03,5 h | 42   |